# 宇宙フーテン・スイング
「宇宙フーテン・スイング 」(うちゅうふーてんすいんぐ／COSMIC FUTEN SWING) は、1997年4月21日に発売された、 ソウル・フラワー・ユニオンのシングル。

## 解説
「宇宙フーテン・スイング 」は、中川敬が「家出」をテーマに据えて書いた、ハード・バップなジャズ調の楽曲である。
シングルは、その「宇宙フーテン・スイング 」に、うつみようこが歌う「さよならだけの路地裏」、浅川マキのカバー「ちっちゃな時から」、ニューエスト・モデル時代の楽曲のライヴ録音「もぐらと祭」が収録された4曲入りのマキシである（当時は「ミニ・アルバム」と銘打っていた）。「宇宙フーテン・スイング 」と「さよならだけの路地裏」は、当時中川が打ち出していた「ジャズ路線」に対して、彼らの盟友梅津和時が派手なブラス・アレンジで応えている。
なお、オリジナル・メンバーのうつみようこと高木太郎は、本作をもって脱退している。

## 収録曲
1. 宇宙フーテン・スイング COSMIC FUTEN SWING
2. さよならだけの路地裏 ROZIURA (GOOD-BYE AT THE BACK ALLEY)
3. ちっちゃな時から
4. もぐらと祭

## 備考
- M-1 中川敬＆梅津和時、共同プロデュース
- M-2 中川敬＆梅津和時、共同プロデュース
- M-3 浅川マキのカバー
- M-4 ニューエスト・モデルの楽曲。ライヴ録音